# Telemundo
Telemundo är en spanskspråkig men amerikanskägd TV-kanal. Telemundo är mest känd för sina produktioner av så kallade Telenovelas. Telemundo är också delvis ägd av den amerikanska bolaget NBC Universal och sänder många av NBC:s program med spansk dubbning.